# Denian Couto
Denian Couto Coelho (Porto Alegre, 13 de agosto de 1974) é um jornalista, professor universitário e político brasileiro, filiado ao Podemos (PODE). Atualmente exerce seu primeiro mandato como deputado estadual na Assembleia Legislativa do Paraná.

## Biografia
Denian se formou em Comunicação Social - Jornalismo pela Universidade Federal do Rio Grande do Sul (UFRGS) em 1997. Também é graduado em Direito pela UniBrasil de Curitiba, onde fez mestrado em Direito constitucional e, depois, Doutorado na mesma área pela FADISP - Faculdade Autônoma de Direito.
Começou sua carreira jornalística na capital do Paraná no ano de 2005 em várias emissoras, como Rede Massa, RIC TV e Jovem Pan. Em 2009 se destacou ao assumir a bancada do Jornal da Massa, principal noticiário da Rede Massa. Passou um tempo apresentando o telejornal sozinho até agosto de 2009, e com o jornal estreando em novo formato, começou a apresentá-lo com Ogier Buchi, Ruth Bolognese e Ernani Buchmann.
Em março de 2011, estreou ao lado da jornalista Joice Hasselmann no telejornal SBT Paraná.
Em fevereiro de 2015, assumiu a diretoria de jornalismo da E-Paraná, sendo indicado pelo governador Beto Richa para o cargo. No mesmo ano, estreou na programação da RIC TV como âncora, participando todos os dias do telejornal matutino Paraná no Ar e do noturno RIC Notícias, onde permaneceu até abril de 2019, quando foi demitido da emissora por ter ameaçado sua então noiva e também produtora da emissora, Giulianne Kuiava, de morte.
Nas eleições municipais de 2020, foi eleito vereador de Curitiba pelo Podemos (PODE) com 7.005 votos. E em 2022, foi eleito deputado estadual pelo Paraná com cerca de 30.075 votos.

## Desempenho em eleições
| Ano  | Eleição               | Coligação     | Partido | Candidato a       | Votos          | Resultado |
| ---- | --------------------- | ------------- | ------- | ----------------- | -------------- | --------- |
| 2020 | Municipal de Curitiba | sem coligação | PODE    | Vereador          | 7.005 (0,88%)  | Eleito    |
| 2022 | Estaduais do Paraná   | sem coligação | PODE    | Deputado estadual | 30.075 (0,49%) | Eleito    |